# Leichtathletik-Weltmeisterschaften 2022/Teilnehmer (Ukraine)
| Gelbes Symbol für Goldmedaillen mit stilisierten Olympischen Ringen | Graues Symbol für Silbermedaillen mit stilisierten Olympischen Ringen | Braundes Symbol für Bronzemedaillen mit stilisierten Olympischen Ringen |
| ------------------------------------------------------------------- | --------------------------------------------------------------------- | ----------------------------------------------------------------------- |
| —                                                                   | 1                                                                     | 1                                                                       |

Der Leichtathletikverband der Ukraine nahm an den Leichtathletik-Weltmeisterschaften 2022 in Eugene teil. 22 Athletinnen und Athleten wurden vom ukrainischen Verband nominiert.

## Medaillengewinner
| Medaille | Athletin              | Disziplin  |
| -------- | --------------------- | ---------- |
| Silber   | Jaroslawa Mahutschich | Hochsprung |
| Bronze   | Andrij Prozenko       | Hochsprung |

## Ergebnisse

### Männer

#### Sprung/Wurf
| Athlet             | Disziplin   | Qualifikation | Qualifikation | Finale     | Finale |
| Athlet             | Disziplin   | Weite/Höhe    | Platz         | Weite/Höhe | Platz  |
| ------------------ | ----------- | ------------- | ------------- | ---------- | ------ |
| Oleh Doroschtschuk | Hochsprung  | 2,25 m        | 15            | DNQ        | DNQ    |
| Andrij Prozenko    | Hochsprung  | 2,28 m        | 01            | 2,33 m     | Bronze |
| Roman Kokoschko    | Kugelstoßen | 20,02 m       | 15            | DNQ        | DNQ    |
| Mychajlo Kochan    | Hammerwurf  | 77,58 m       | 08            | 78,83 m    | 07     |

### Frauen

#### Laufdisziplinen
| Athletin | Disziplin        | Vorlauf        | Vorlauf | Halbfinale | Halbfinale | Finale    | Finale |
| Athletin | Disziplin        | Zeit           | Platz   | Zeit       | Platz      | Zeit      | Platz  |
| --- | ---------------- | -------------- | ------- | ---------- | ---------- | --------- | ------ |
| Olha Ljachowa | 800 m            | 2:02,16 min    | 28      | DNQ        | DNQ        | –         | –      |
| Anna Ryschykowa | 400 m Hürden     | 54,93 s        | 10      | 54,51 s    | 12         | 54,93 s   | 08     |
| Wiktorija Tkatschuk | 400 m Hürden     | 55,27 s        | 16      | 54,24 s SB | 09         | DNQ       | DNQ    |
| Natalija Strebkowa | 3000 m Hindernis | 9:25,85 min    | 22      |            |            | DNQ       | DNQ    |
| Ljudmyla Oljanowska | 20 km Gehen      |                |         |            |            | DNF       | DNF    |
| Hanna Schewtschuk | 20 km Gehen      |                |         |            |            | 1:31:42 h | 12     |
| Olena Sobtschuk | 20 km Gehen      |                |         |            |            | 1:31:19 h | 11     |
| Nadia Borowska | 35 km Gehen      |                |         |            |            | DNF       | DNF    |
| Kateryna Karpjuk Anastassija Bryshina Wiktorija Tkatschuk Anna Ryschykowa ohne Einsatz: Olha Ljachowa Marjana Schostak | 4 × 400 m        | 3:29,25 min SB | 9       |            |            | DNQ       | DNQ    |

#### Sprung/Wurf
| Athletin                | Disziplin      | Qualifikation | Qualifikation | Finale     | Finale |
| Athletin                | Disziplin      | Weite/Höhe    | Platz         | Weite/Höhe | Platz  |
| ----------------------- | -------------- | ------------- | ------------- | ---------- | ------ |
| Iryna Heraschtschenko   | Hochsprung     | 1,93 m        | 01            | 2,00 m     | 04     |
| Julija Lewtschenko      | Hochsprung     | 1,90 m        | 15            | DNQ        | DNQ    |
| Jaroslawa Mahutschich   | Hochsprung     | 1,93 m        | 01            | 2,02 m     | Silber |
| Yana Hladiychuk         | Stabhochsprung | 4,35 m        | 23            | DNQ        | DNQ    |
| Maryna Kylypko          | Stabhochsprung | 4,35 m        | 16            | DNQ        | DNQ    |
| Maryna Bech-Romantschuk | Weitsprung     | 6,81 m        | 04            | 6,82 m     | 08     |
| Maryna Bech-Romantschuk | Dreisprung     | 14,54 m       | 02            | 13,91 m    | 11     |
| Iryna Klymez            | Hammerwurf     | 68,12 m       | 22            | DNQ        | DNQ    |